# Pedicularis rex
Pedicularis rex là loài thực vật có hoa thuộc họ Cỏ chổi. Loài này được C.B. Clarke ex Maxim. mô tả khoa học đầu tiên năm 1888.